# Îles Izvesti TSIK
Les îles Izvesti TsIK, ou îles Izvestiy TsIK (russe : Острова Известий ЦИК), aussi appelées îles Izvestia, sont un archipel russe de la mer de Kara, composé de deux grandes et deux petites îles recouvertes de toundra, de galets et de glace. Elles sont situées à 39 km au nord du groupe d'îles le plus proche, les îles de l'Institut Arctique, et à 137 km au nord-ouest de la péninsule Mikhaylova, sur la côte de Sibérie.

## Toponymie
Ces îles doivent leur nom au journal Izvestia, dont le titre complet était Izvestiya Tsentral'nogo Ispolnitel'nogo Komiteta Sovetov rabotchikh i soldatskikh deputatov (« Informations du Comité exécutif central des Soviets des députés ouvriers et soldats »). Leur découverte officielle est attribuée à une expédition du navire soviétique Vladimir-Rusanov en 1932.

## Géographie

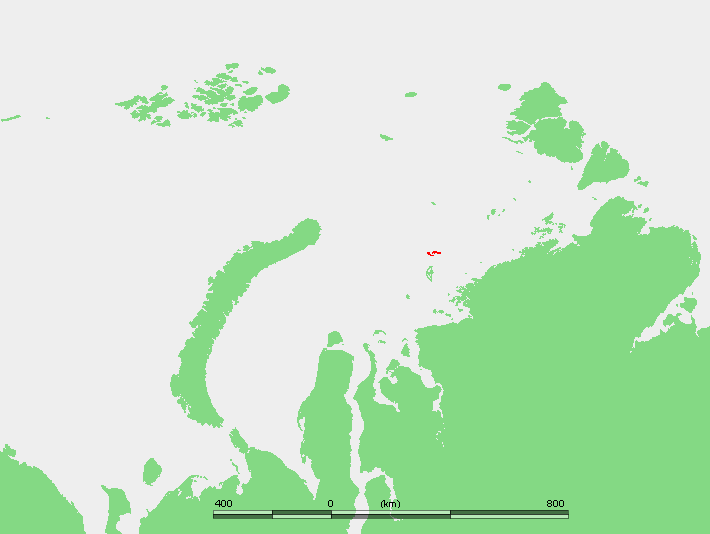
Localisation des Îles Izvesti TSIK dans la Mer de Kara

Leur étendue globale est d'environ 90 km2. La plus grande des îles, Troïnoy (« triple »), située à l'est, mesure 27 km de long et son altitude maximale est de 42 mètres (26 mètres pour Pologiy-Sergeïeva, aussi appelée Pologiy). Le détroit qui sépare les îles Pologiy-Sergeïeva et Gavrilina s'appelle Proliv Belukha. L'archipel, dont le soubassement remonte au Protérozoïque, est composé de schistes cristallins, de grès et de trapp.
La mer qui entoure les Îles Izvesti TSIK est recouverte par la banquise en hiver et on y trouve beaucoup de glace flottante même en été. La température annuelle moyenne est de -12,2 °C, variant entre -50 et +18 °C.

## Administration
L'archipel est rattaché à la division administrative du Kraï de Krasnoïarsk et fait partie de la Réserve naturelle du Grand Arctique, la plus grande réserve naturelle de Russie.

## Station scientifique
En-dehors d'une station scientifique (Polyarnaïa Stantsiya) sur l'île Troïnoy, occupée au maximum par 5 personnes, et de quelques visiteurs occasionnels, les îles Izvesti TSIK sont désertes.